# Luka (1992.)
Luka, hrvatski dugometražni film iz 1992. godine.